# Cabaret Fédéral
Das Cabaret Fédéral wurde 1949 von Mitgliedern des Cabarets Cornichon Otto Weissert (Leitung), Max Werner Lenz und Zarli Carigiet in Zürich gegründet.
Das erste Programm «Hinder em Mond» hatte am 16. September 1949 mit Lukas Ammann, Carigiet, Max Haufler, Blanche Aubry und Helen Vita im Kursaal in Bad Ragaz Premiere. Mit dem gleichen Programm wechselte das Cabaret eine Woche später in sein zukünftiges Stammlokal, den Saal des Restaurants «Hirschen» im Zürcher Niederdorf. Nach zehn Jahren im «Hirschen» erfolgte der Umzug ins Zürcher Theater am Hechtplatz, das  auf Anregung des Cabarets Fédéral als neue Kabarettspielstätte erstellt und von der Stadt Zürich an Weissert verpachtet wurde. Zur Einweihung am 25. April 1959 wurde das Stück «Eusi chliini Stadt» mit den Fédéral-Mitgliedern Stephanie Glaser, Zarli Carigiet und Peter W. Staub sowie Margrit Rainer, Ruedi Walter, Irène Camarius und Inigo Gallo als Gästen gegeben.